# Батумская бухта
Батумская бу́хта (груз. ბათუმის ყურე) — бухта на кавказском побережье Чёрного моря. Одна из трёх крупнейших бухт Восточного Причерноморья (наряду с Сухумской и Пицундской). Акватория бухты относится к Республике Аджария (Грузия).
Бухта открыта к северу. Глубина бухты у входа в западной части свыше 50 м, в северо-восточной части до 10 м. Дно бухты илисто-песчаное. В бухту впадают реки Королисцкали и Барцхана. С запада бухту ограничивает мыс Батумский. Берег бухты равнинный с широким пляжем.
Первые упоминания поселения рядом с бухтой появились ещё в IV веке до н. э.
На берегу бухты расположены город Батуми. В городе устроен Батумский порт.